# さとふる
株式会社さとふるは、東京都中央区に本社を置く、日本のインターネット企業。ソフトバンクグループのSBプレイヤーズ株式会社の子会社である。ふるさと納税の運営に必要となる企画と関連業務(プロモーション、受付、寄付金回収、問合せ対応、礼品手配・配送)を一括して代行するサービスを提供している。ふるさと納税を通じて特産品を周知し、そこから販売や観光誘致につなげる事を目標にしている。提携自治体は2015年度中には30～40自治体、今後3年で100自治体を目指している。
2015年10月1日時点で計48県市町村を取り扱っている。

## 概要
「さとふる」が納税者、礼品生産者、自治体の調整を一括して代行することにより以下のメリットがある。
納税者は寄付金の支払いに対してクレジットカードやソフトバンクまとめて支払いといった決済手段を選択でき、確定申告に必要な寄付履歴と礼品が1週間～10日程度で迅速に届く。発送通知も届けられるのでECサイト感覚でふるさと納税を利用できる。
生産事業者は伝票や運送業者を手配してもらえるので通販経験が無い小さな業者でも礼品の発送対応が容易に行える。
自治体は代行を利用することで役所内の部門間調整の手間が省け、礼品の在庫管理や生産者事業者との調整も任せることができ、寄付金からインセンティブを支払う必要があるものの月額料金は不要なので仮に寄付金が集まらなくても自治体にリスクはない。

## 名前の由来
「さとふる」という名前は「ふる“さと”の元気を“フル”にする」に由来すると考えられる。これは、「さとふる」のサイト内にあるチャットボットサービス「ふるさと納税コンシェルジュさとみ」に「名前」と質問することで確認できる。（2017年5月現在）

## 沿革
- 2014年（平成26年）7月1日 - SBプレイヤーズ株式会社により株式会社さとふる設立。対応自治体は北海道安平町、栃木県那須塩原市、群馬県榛東村、佐賀県嬉野市、長崎県松浦市。
- 2014年8月22日 - 自治体からの問い合わせおよび申し込みの受け付けを開始[5]
- 2014年10月31日 - ポータルサイト「さとふる」をオープン[6]
- 2015年4月16日 - ヤフーと地域活性化事業を共同で推進することに合意[7]
- 2015年6月26日 - Yahoo!ショッピング内に礼品を再購入できる「さとふる地域特産品」を開設[8]
- 2015年10月1日 - Yahoo!公金支払いに対応[9]
- 2015年10月1日 - ふるさと納税の金額に対してベネフィット・ワンのベネポが付与対象に[10]
- 2020年11月2日 - PayPayオンライン決済に対応[11]

## 書籍
- 『ふるさと納税と地域経営: 〜制度の現状と地方自治体の活用事例〜 地方創生シリーズ』事業構想大学院大学出版部、発売：宣伝会議、取締役・髙松俊和著）ISBN 978-4-88335-383-5

## 広告・CMに出演した有名人
鈴木奈々、大森南朋、東京03は、CM出演だけでなく、「さとふる」サイト内記事やバナー等でも起用されている。
- 麻生久美子（2021年9月 - ）[12]
- 大森南朋（2016年6月 - ）
- カミナリ（2017年10月 - ）
- 鈴木奈々（2016年6月 - ）
- 東京03（2018年10月 - ）
- ファーストサマーウイカ（2022年9月 - ）

（五十音順）